# Liste der Monuments historiques in Arradon
Die Liste der Monuments historiques in Arradon führt die Monuments historiques in der französischen Gemeinde Arradon auf.

## Liste der Bauwerke
| Bezeichnung | Beschreibung | Standort                         | Kennzeichnung | Schutzstatus | Datum | Bild |
| ----------- | ------------ | -------------------------------- | ------------- | ------------ | ----- | ---- |
| Schloss     |              | Kéran (Lage)                     | PA00090980    | Inscrit      | 1973  |      |
| Bauernhof   |              | Allée du Château de Kéran (Lage) | PA00090981    | Inscrit      | 1955  |      |
| Herrenhaus  |              | Kérat (Lage)                     | PA00090982    | Inscrit      | 1974  |      |

## Liste der Objekte
- Monuments historiques (Objekte) in Arradon in der Base Palissy des französischen Kultusministeriums